# John Bell Hatcher

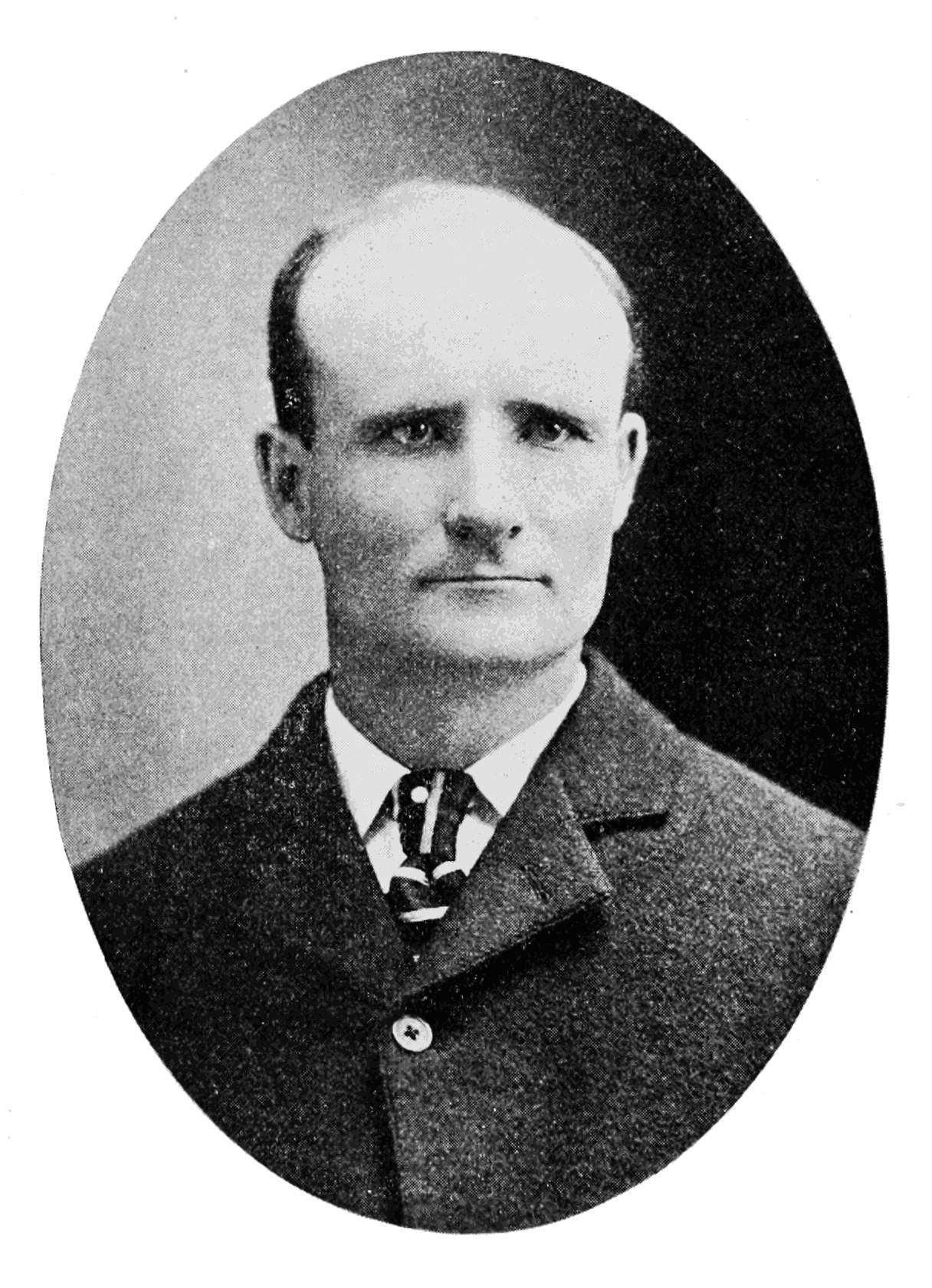

John Bell Hatcher (Cooperstown, 11 ottobre 1861 – Pittsburgh, 3 luglio 1904) è stato un paleontologo statunitense.

## Biografia
Nato a Cooperstown (Illinois), il padre contadino trasferì la famiglia quando Hatcher era giovane a Cooper (Iowa), dove ricevette la sua prima educazione.
Cominciò ad interessarsi alla paleontologia mentre lavorava come minatore di carbone per guadagnare i soldi per il college. Si iscrisse al Grinnell College nell'autunno del 1880, poi, dopo un trimestre, si trasferì alla Yale University.
Prima di laurearsi nel 1884, mostrò una piccola collezione che aveva fatto di fossili del Carbonifero a George Jarvis Brush, che in seguito lo presentò al paleontologo Othniel Charles Marsh. Hatcher fu un assistente di Marsh fino al 1893, eccellendo nel lavoro sul campo dei fossili negli Stati occidentali.
Nel 1889 nei pressi di Lusk (Wyoming), Hatcher scoprì nei suoi scavi i primi resti fossili di Torosaurus.
Hatcher era però infelice a Yale, soprattutto a causa della politica di Marsh di non consentire agli assistenti di pubblicare in proprio.
Nel 1890 cercò un accordo con Henry Fairfield Osborn per una posizione presso l'American Museum of Natural History, ma se ne fece nulla.
Nel 1893 iniziò un periodo di sette anni all'Università di Princeton come curatore di paleontologia dei vertebrati e assistente in geologia.
Nel 1896 concepì, progettò e si assicurò la maggior parte dei finanziamenti per tre spedizioni in Patagonia, così come l'idea di pubblicare i risultati delle spedizioni con il finanziamento John Pierpont Morgan.
Le cronache dei viaggi sono stati pubblicati col titolo di Spedizioni della Princeton University in Patagonia, 1896-1899. A causa della somiglianza della flora e della fauna di Patagonia e di Australia, concluse che le due terre un tempo erano unite.
A partire dal 1900 Hatcher lavorò come curatore di paleontologia e osteologia per il Carnegie Museum of Natural History.
Fu responsabile per la ricerca scientifica del Diplodocus Carnegii, una specie così chiamata da Hatcher in onore del suo mecenate Andrew Carnegie, l'industriale scozzese-americano.
La sua monografia sulla scoperta fu pubblicata nel 1901 col titolo di Diplodocus Marsh: osteologia, tassonomia e probabili abitudini, con un restauro sullo scheletro.
Hatcher morì a Pittsburgh, in Pennsylvania, di febbre tifoide, mentre stava completando una monografia sulla Ceratopsia iniziata da Marsh, che era morto qualche anno prima.
Il lavoro fu infine completato da Richard Swann Lull nel 1907.
Nel 1887 Hatcher si era sposato con Anna Matilda Peterson. Ebbero sette figli, tre dei quali non raggiunsero l'età adulta.
È sepolto nel Cimitero Homewood di Pittsburgh.
Per 91 anni la sua tomba rimase senza nome (la vedova ed i figli tornarono in Iowa dopo la sua morte).
Tuttavia, in occasione della riunione annuale del 1995 a Pittsburgh della Società di Paleontologia dei Vertebrati, alcuni membri comprarono per lui una lapide con il suo nome e l'immagine del Torosaurus.